# Jake Jarman
Pour les articles homonymes, voir Jarman.
Jake Jarman, né le 3 décembre 2001 à Peterborough, est un gymnaste artistique britannique. Il est notamment champion du monde de saut en 2023.

## Carrière
Jake Jarman est né d'un père britannique et d'une mère philippine, aussi a-t-il vécu à Cebu aux Philippines pendant deux ans à l'âge de trois à cinq ans.
En 2021, à l'âge de 19 ans, Jarman participe à ses premiers championnats d'Europe où il termine dixième du concours général. Il est sélectionné comme réserviste pour les Jeux olympiques de 2020 à Tokyo au Japon mais il n'est pas appelé.
L'année suivante est devenue son année décisive, remportant les titres britanniques seniors au sol et au saut de cheval. Aux Championnats d'Europe 2022 à Munich, il remporte en individuel l'or au saut de cheval et le bronze au sol ; il  remporte également la médaille d'or dans le concours général par équipe, avec Joe Fraser, James Hall, Giarnni Regini-Moran et Courtney Tulloch. Sélectionné pour représenter l'Angleterre aux Jeux du Commonwealth de 2022 à Birmingham, il remporté l'or dans quatre épreuves : le concours général par équipe, le concours général individuel, le sol et le saut de cheval.
L'année suivante, il participe aux championnats d'Europe à Antalya où il remporte l'argent au concours individuel, devancé par le Turc Adem Asil, et également au saut ainsi que le bronze par équipe, avec Joshua Nathan (en), Adam Tobin (es), Courtney Tulloch et Luke Whitehouse (en). Lors des championnats du monde 2023, l'équipe britannique masculine rate le podium pour trois points ; au concours général individuel, il se classe 13e de la finale et remporte la finale du saut 

## Palmarès

### Jeux olympiques
- Paris 2024
  -  médaille de bronze au sol

### Championnats du monde
- Liverpool 2022
  -  médaille de bronze au concours par équipe
- Anvers 2023
  -  médaille d'or au saut de cheval

### Championnats d'Europe
- Munich 2022
  -  médaille d'or au saut de cheval
  -  médaille d'or au concours par équipe
- Antalya 2023
  -  médaille de bronze au concours par équipe
  -  médaille d'argent au saut de cheval
  -  médaille d'Argent au concours général individuel
- Rimini 2024
  -  médaille d'or au saut de cheval
- Leipzig 2025
  -  médaille d'or au concours par équipes.
  -  médaille d'argent au concours par équipe mixte.